# Helena van Moskou
Helena van Moskou (Moskou, 19 mei 1476 - Vilnius, 20 januari 1513) was van 1495 tot 1506 grootvorstin van Litouwen en van 1501 tot 1506 koningin van Polen. Ze behoorde tot het huis Ruriken.

## Levensloop
Helena was een dochter van grootvorst Ivan III van Moskou en Sophia Palaiologina, een nicht van Constantijn XI Palaiologos, de laatste keizer van het Byzantijnse Rijk. Ze werd geboren in het Kremlin.
Op 18 februari 1495 huwde ze in Vilnius met grootvorst Alexander van Litouwen (1461-1506), die in 1501 eveneens koning van Polen werd. Het huwelijk moest de band tussen het grootvorstendom Litouwen en het grootvorstendom Moskou verbeteren. De pogingen van Alexander om haar tegen haar wil tot het katholicisme te bekeren, waren echter medeverantwoordelijk voor militaire conflicten tussen beide staten, waarbij Helena probeerde te bemiddelen tussen haar echtgenoot en haar vader. Ook onderhield de goed opgeleide Helena contacten met talrijke Poolse humanisten.
Na de dood van haar echtgenoot Alexander in 1506 leefde Helena tot aan haar eigen overlijden in januari 1513 in Vilnius. Ze werd bijgezet in de Kathedraal van de stad.
Het huwelijk van Helena en Alexander bleef kinderloos.
- Gemeinsame Normdatei: 104321024
- Nationale Bibliotheek van Tsjechië: mzk2011620603
- Nationale Bibliotheek van Polen: a0000002846275
- Virtual International Authority File: 25034290